# Cincinnati Cyclones
A Cincinnati Cyclones egy amerikai jégkorongcsapat az ohiói Cincinnatiből. A csapat az ECHL-ben játszik, azon belül a nyugati főcsoportnak a központi divíziójában. A klub a 17 000 férőhelyes Heritage Bank Centerben játszik. A csapat partnerszerződésben áll a National Hockey League-ben szereplő New York Rangers-zel, illetve az American Hockey League-ben szereplő Hartford Wolf Packkel.

## Története

### Franchise története
Első ECHL-franchise:
- 1990–1992: Cincinnati Cyclones
- 1992–2001: Birmingham Bulls
- 2001–2005: Atlantic City Boardwalk Bullies
- 2005–2015: Stockton Thunder
- 2017–napjainkig: Adirondack Thunder

IHL-franchise:
- 1992–2001: Cincinnati Cyclones

Második ECHL-franchise:
- 1995–1998: Louisville RiverFrogs
- 1998–1999: Miami Matadors
- 1999–2001: inaktív
- 2001–napjainkig: Cincinnati Cyclones

## Helyezések
Kelly-kupa: 2007-08, 2009-10